# Slagelse
Slagelse Dánia egyik városa, Sjælland szigetén, már a pogány időkben is kultikus helynek számított. 1000 körül pénzt vertek Slagelsében, a 11. században temploma is épült. 1288-ban városi státusra emelkedett. Védőszentje Sankt Anders, legenda szól arról, hogyan bővítette ki a település területét.
1333-ban épült a Sankt Mikkels Kirke (Szent Miklós) gótikus templom.  Figyelemre méltó az 1931-ben emelt Vor Frue Kirke, azaz a Miasszonyunk templom üvegmozaik ablaka. A Det gamle Kloster (Öreg kolostor) freskóiról híres, falfestményeit Niels Larsen készítette.
Dánia legnagyobb írói közül többen is tanulói voltak az 1600 és 1800 között itt működő latin iskolának, így B. S. Ingemann, J. S. Baggesen és H. C. Andersen.

## Közlekedés
A településen keresztül halad a Koppenhága–Fredericia/Taulov-vasútvonal.